# 侏海雀
侏海雀（学名：Alle alle）是鸻形目海雀科侏海雀属的唯一种。属名与种名皆来自长尾鸭的萨米语名称，是一个拟声词。该种最早由卡尔·林奈所描述。由于林奈并不熟悉鸭与海雀的冬羽，故混淆了两者。
侏海雀每年夏季会迁徙到北极地区育雏。该种分为两个亚种，其中指名亚种（A. a. alle）主要在格陵兰岛、新地岛与斯瓦尔巴育雏，北极亚种（A. a. polaris）则主要在法兰士约瑟夫地群岛育雏。另有部分侏海雀会在白令海峡的小代奥米德岛以及白令海上的金岛、圣劳伦斯岛、圣马修岛、普里比洛夫群岛等处育雏。